# ダイノキングII
ダイノキングII（だいのきんぐつー）とは、2003年12月にタイトーが発売したマス型のプッシャーメダルゲームである。台の中心にティラノサウルスの模型が設置され、内装、液晶演出、メダルの払い出し方法など、全て恐竜をモチーフにしている。
本作はダイノキングの正統な続編作品であるが、前作についても本項で記述する。

## ゲームの流れ
フィールド上にあるスロットチャッカーにメダルを入れることで、液晶画面のスロットが回転し、絵柄が3つ揃うとメダルが払い出される。
また、ボーナスゲージを満タンにすることでボーナススロットが発生する。ここでEXを当てることで大量のメダル払い出
しを獲得することができる。

## 液晶演出

### スロット絵柄
液晶画面のスロット絵柄は1 - 5、L、緑D、青D、赤Dの9種類があり、それぞれの絵柄によってメダル枚数、払い出し方法等が異なる。詳細は以下の通り。
1（通常20枚、設定によっては25枚）
フィールド横のトリケラトプスが尻尾で1回メダルを弾く
2（通常40枚、設定によっては50枚）
フィールド横のトリケラトプスが尻尾で2回メダルを弾く
3（通常60枚、設定によっては75枚）
フィールド横のトリケラトプスが尻尾で3回メダルを弾く
4（通常80枚、設定によっては100枚）
フィールド横のトリケラトプスが尻尾で4回メダルを弾く
5（通常100枚、設定によっては125枚）
フィールド横のトリケラトプスが尻尾で5回メダルを弾く
L（0 - 50枚）
ミニゲームが発生し、その結果で0 - 50枚のメダルが払い出される。
ミニゲームをクリアすると、卵ランプが一つ点灯する。
払い出しはフィールド横のトリケラトプスの口から行われる。
緑D（通常30枚）
フィールド横のトリケラトプスの口からメダルが払い出される。また、卵ランプが一つ点灯する。
青D（通常50枚、設定によっては40、60、70枚）
中央のティラノサウルスが回転し、尻尾を向けた状態になり、フィールド正面上にあるメダルが弾かれる
また、卵ランプが一つ点灯し、確変状態になる（1回継続）。
赤D（50枚+α）
卵割りミニゲームが発生し、ミニゲームの結果でメダルの枚数が変化する（ミニゲームの時間は20秒、30秒、40秒と店側で設定できる）。
払い出しは、中央のティラノサウルスが正面を向き、その口から行われる（1枚ずつ払い出される。その時の威力が強めか弱めか店側で設定できる）。
また、卵ランプが一つ点灯し、確変状態になる。（2回継続）

### ジャックポット
このゲームは、ジャックポットがある。緑D、青D、赤Dのいずれかで揃うかLのゲームクリアでフィールド横にある卵ランプが1つ点灯し、これが7つ点灯することでJACKPOTとなる。
JACKPOTになると、JACKPOT VOLUME UP GAME （メダル投入で恐竜を応援）が発生し、そこで獲得した枚数とJACKPOT基本枚数（店の設定により異なる。通常100枚）を合わせた枚数が払い出される。最高配当は200枚（店によって異なる）、最低配当は100枚である。

### ボーナススロット
フィールド下段中央にある赤い穴にメダルが落ちるとボーナスゲージが溜まっていき、満タンになるとボーナススロットが発生する。
50枚、75枚、100枚、150枚、EXと書かれた岩のうち、どれか一つが選ばれ、その枚数のメダルがフィールドに払い出される。払い出しは通常、フィールド横のトリケラトプスの口から行われるがEXのみ中央のティラノサウルスの口から払い出される。EXの枚数は、中央ティラノサウルスの足下に表示された枚数であり、メダルを投入する（どのステーションでも可）ことで増加していく。どこかのステーションでEXが出た場合は初期値（お店によって異なる）の枚数に戻る。
75枚以上では「メダルを入れて応援」が発生する場合があり、この場合は決められた枚数のメダルを制限時間内に投入することで、その岩のメダルを獲得することができる。制限時間内にメダルを投入できなかった場合は、その岩より少ない岩（枚数）になってしまう。
岩を止める恐竜によって、メダル枚数の期待度が異なる。恐竜別の主な期待度は以下の通り。（ただし、店の設定や台の状態によって期待度は変化する為、以下の期待度が絶対では無い）
ステゴザウルス
低い。50枚がほとんど。
トリケラトプス
低い。50枚がほとんど。
プテラノドン
中位。50枚が多いが、75枚や100枚もたまにある。EXもごくまれに応援が発生し当選する場合がある。
プレシオサウルス
やや高め。75枚以上になりやすい。150枚になる場合も。EXもごくまれに応援が発生し当選する場合がある。
ティラノサウルス
高い。EXの可能性が高い。
以下の①または②のパターンに確定で発展する。
①EXの岩で応援
　制限時間内にメダルを規定枚数(20枚)入れることができればEX確定。
②踏み潰し
　中央の恐竜が自ステーションの方に振り向き、出てくる岩を踏み潰す。欲しい配当の岩が来た場合はメダルを1枚入れることで確定する。制限時間あり。踏み潰す恐竜の足が金であるか赤であるかで期待度が異なる。金の場合はメダルを入れるタイミングを間違わなければEX確定。制限時間以内にEXの岩が出ない場合は最後までメダルを入れなければEX確定。一方で赤の場合は最後までEXの岩が出てこず、EXが当選しないこともある。
ボーナススロットが終了すると、次のダイノフィーバー（フィールド下段中央にある赤い穴が回転している状態）の継続期間の抽選が行われ、その結果の恐竜が表示される。恐竜別の継続期間は以下の通り。
ステゴザウルス
ボーナスゲージの3分の1ほどで終了。
トリケラトプス
ボーナスゲージ2分の1ほどで終了。
プテラノドン
ボーナスゲージ3分の2ほどで終了。
プレシオサウルス、赤ティラノサウルス
ボーナスゲージMAXまで継続、ボーナススロット抽選時になって終了。
金ティラノサウルス
ボーナスゲージMAXまで継続、ボーナススロット抽選時でも動く。（次の抽選時に必ず赤ティラノサウルスになり、またMAXまで継続。実質「MAXまで継続」×2となる）

## その他
- BGMの作曲はZUNTATA(当時)の小倉久佳。楽曲は氏のアルバム「O-parts」に収録されている。
- ティラノサウルスの口からの払い出しの方法は2種類あり、ある程度のメダル（数十枚 - 100枚）をまとめて吐き出す方法と、1枚1枚首を振りながら吐き出す方法がある。実際に手元に落ちてくるメダル数が多いのは後者の方である。これは店の設定により決まる。
- プテラノドンが絵柄を空に持ち上げ空中で絵柄を選択するリーチがあるが、そのリーチの中で同じ絵柄が複数表示されるプレミアム（？）バージョンが存在する。そのリーチバージョンで当たり絵柄が選択されたにもかかわらず、外れ扱いになるという、バグが存在する。
- 台の中央にあるティラノサウルスは通常、金色か銀色だが、イオンファンタジーが運営する「モーリーファンタジー」にあるダイノキングIIではティラノサウルスの色がオレンジと白のツートンカラーになっている仕様が存在する。
- ダイノキングIIでは、スロットチャッカーの構造上、小さいメダルの方が有利である（大きいメダルだとスロット回転の頻度やの低下や、Lのミニゲームの難易度が上がるなどの難点がある）。
- ボーナススロットに出る恐竜のミニサイズが全て横切る、プレミア予告がある。発生すれば赤D確定する。
- スロット開始時、エッグランプが虹色に光ることがある。その場合高確率でどれかが当たる。ごくまれに外れることもある。
- メダル投入口を使って、上段の左右のメダルを弾いて落とすという不正行為防止の為にバーを取り付け、メダルを弾けない様に対策されている。

## ダイノキングについて
前作『ダイノキング』（以下「I」と記述）のシステムやゲーム内容については『ダイノキングII』（以下「II」と記述）ほぼ同じだが「I」の主な特徴は以下の通りである。
- スロット絵柄の恐竜は「II」は写実的ではあるが、「I」は漫画的に表現され全体的に可愛くデフォルメされて描かれている。
- 「L」のシンボルが存在しない代わりに、120(または150)枚役の「6」のシンボルが存在する。「L」のシンボルは「II」のみでの登場である。

## ダイノキングシリーズ

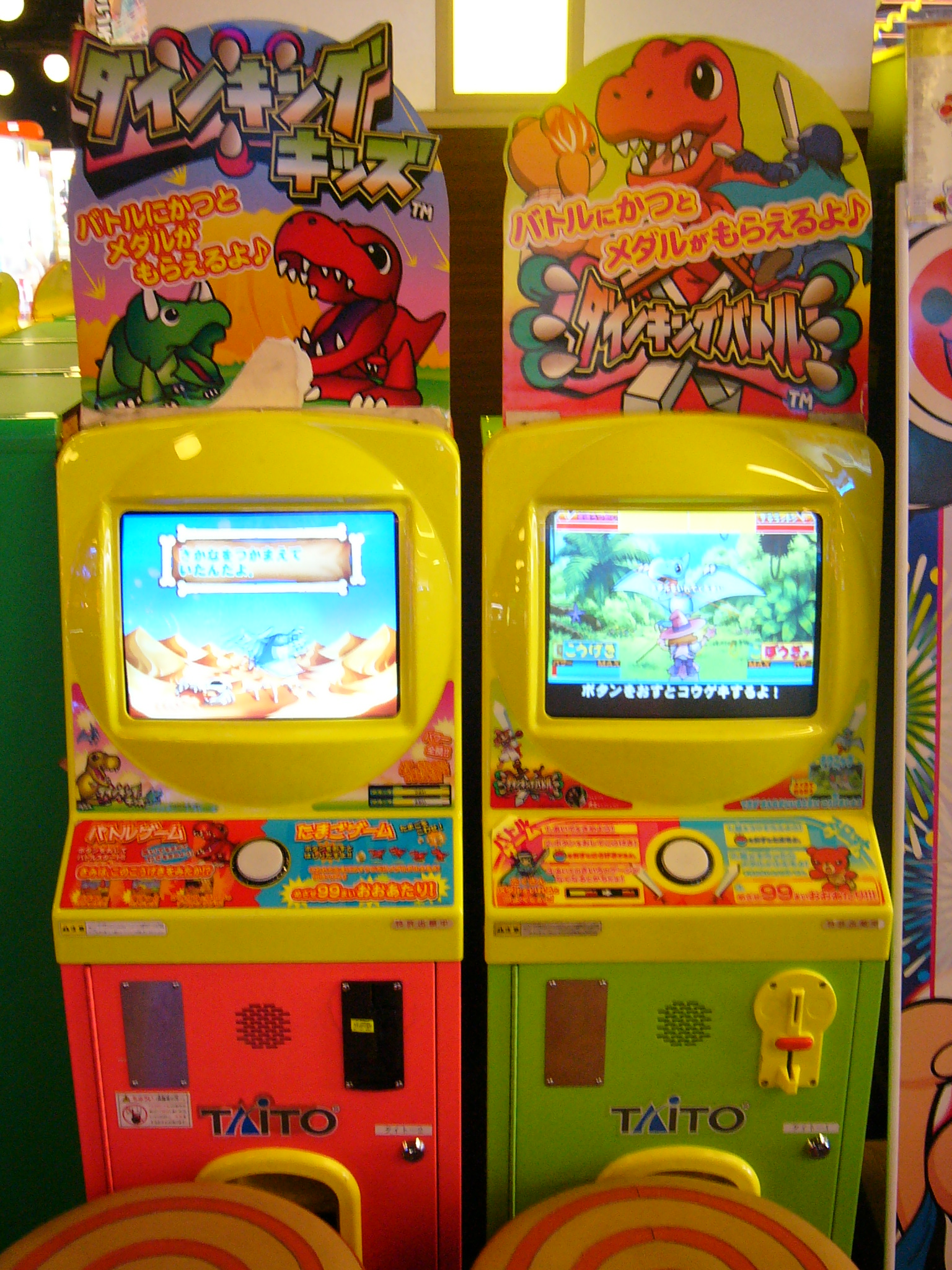
左:ダイノキングキッズ　右:ダイノキングバトル（メダルゲーム）

- ダイノキングキッズ - シリーズ派生作品のキッズメダルゲーム機、内容は恐竜同士の対決で自分の恐竜が相手の恐竜に勝つとメダルが排出される。
- ダイノキングバトル - キッズメダルゲーム機とカードゲームの2種類が販売されている。後にニンテンドーDSの移植版も発売される。
- ダイノキングIII - ダイノキングシリーズ正統続編作品第三弾。
- ダイノキングビクトリー - 2020年3月に稼働されたシリーズ正統続編作品。筐体の仕様も新しくなっている。